# Săpânța, Maramureș

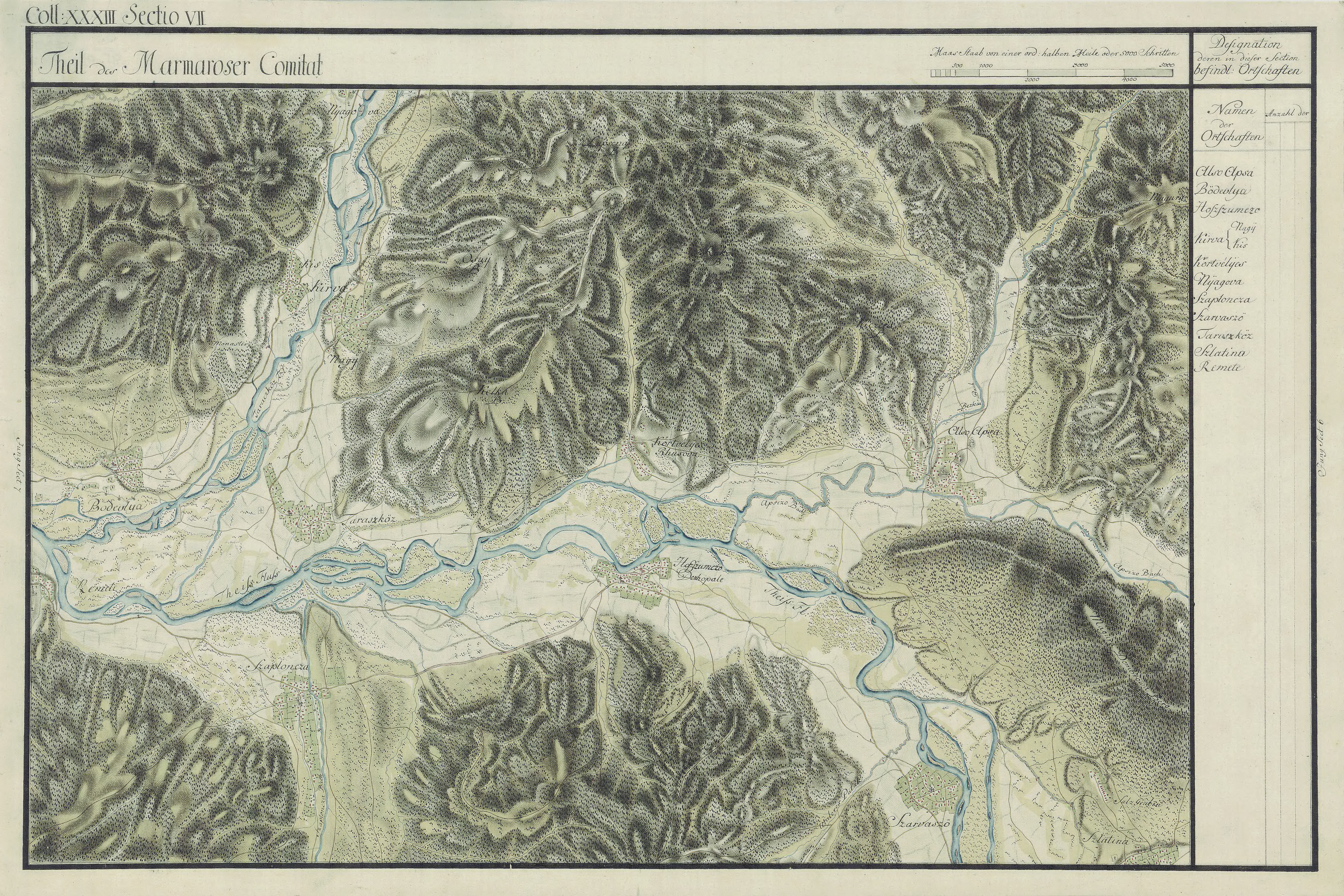
Săpânța în Harta Iosefină a Comitatului Maramureșului, 1782-85

Săpânța este satul de reședință al comunei cu același nume din județul Maramureș, Transilvania, România.

## Istoric
Prima atestare documentară: 1373 (Zapancha). 

## Etimologie
Etimologia numelui localității: din lat. sapinus „brad" (< rad. i.-e. sappus „brad”) + suf. -ț + suf. top. -a.  Varianta originală a numelui era, cel mai probabil, SPERANDA, care stă la baza cuvântului “speranța”.

## Demografie
La recensământul din 1930 au fost înregistrați 3.727 de locuitori, dintre care 2.668 români, 998 evrei, 22 țigani, 18 maghiari, 13 ucrainieni ș.a. Sub aspect confesional populația era alcătuită din 2.577 greco-catolici, 999 mozaici, 88 adventiști, 29 ortodocși ș.a.
La recensământul din 2002 din totalul de 3.267 locuitori, 3240 erau români, 2 maghiari, 17 țigani și 8 ucrainieni. 
Confesional erau 2.936 ortodocși, 257 adventiști de ziua a șaptea, 65 greco-catolici, 3 penticostali, 1 romano-catolic și 1 reformat.

### Comunitatea evreiască locală

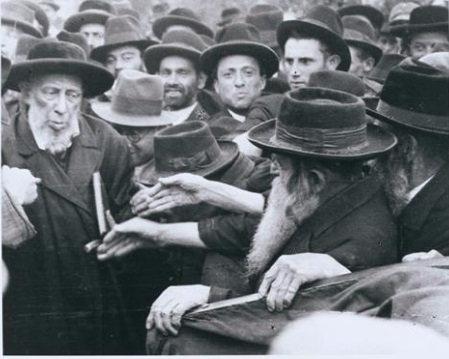
Isaac Weiss, Rebbe de Spinka

Înainte de al doilea război mondial, în Săpânța locuia o importantă comunitate evreiască. Aici a luat naștere dinastia hasidică Spinka. În al doilea război mondial, evreii din sat au fost deportați (inclusiv rabinul Isaac Weiss) de către autoritățile horthyste la Auschwitz, unde majoritatea au fost uciși. Supraviețuitorii au fost prigoniți de autoritățile comuniste române, emigrând în Israel sau în SUA și refondând dinastia. 

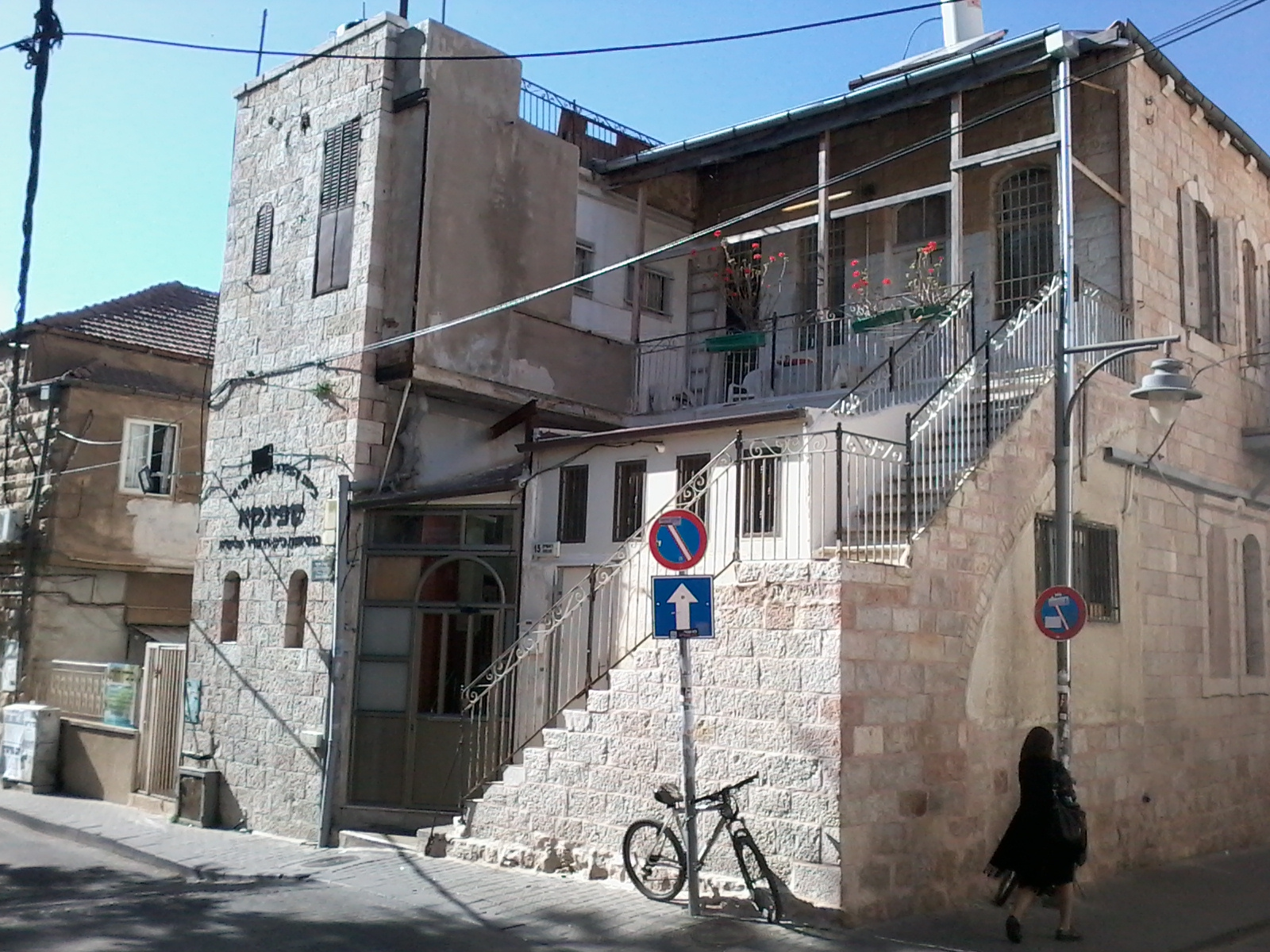
Sinagoga Spinka din Ierusalim

## Obiective turistice
- Săpânța este celebră prin cimitirul din localitate - cimitirul vesel din Săpânța, operă a meșterului Stan Pătraș - 1935. Crucile gravate și colorate de meșterul Stan Pătraș și de ucenicii săi reprezintă în versuri simple, naive, viața celui răposat, atât prin realizările sale, cât și prin obiceiurile rele ale acestuia, aceasta conferindu-i o notă de originalitate deosebită și unicitate în întreaga lume.
- Rezervația naturală “Mlaștina Poiana Brazilor” (3 ha).
- Vâltorile din Săpânța - construcții de formă conică realizate din bușteni în care apa captată din râu formează un vârtej puternic. Aceste vâltori sunt folosite pentru spălarea cergilor, țolurilor și postavurilor.

## Așezământ monahal
- Mănăstirea ortodoxă Peri-Săpânța, cu hramul „Sfinții Arhangheli Mihail și Gavril”.

## Personalități
- Gyula Hubán (1857 - 1937), preot greco-catolic, între 1915-1919 protopop al Vicariatului Greco-Catolic al Ținutului Secuiesc

## Galerie de imagini

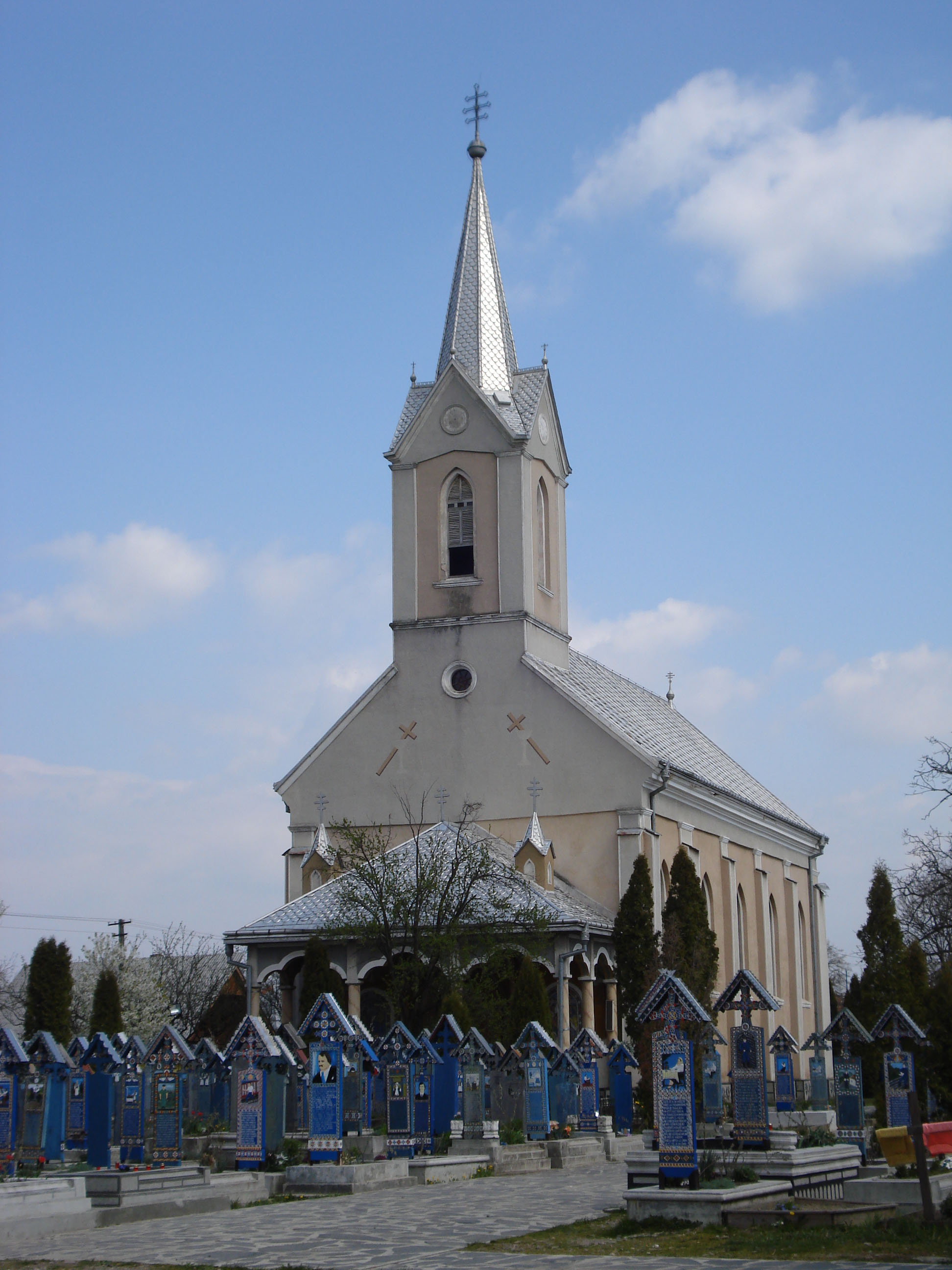
Vechea biserică greco-catolică din Cimitirul Vesel din Săpânța, transformată într-o nouă biserică ortodoxă
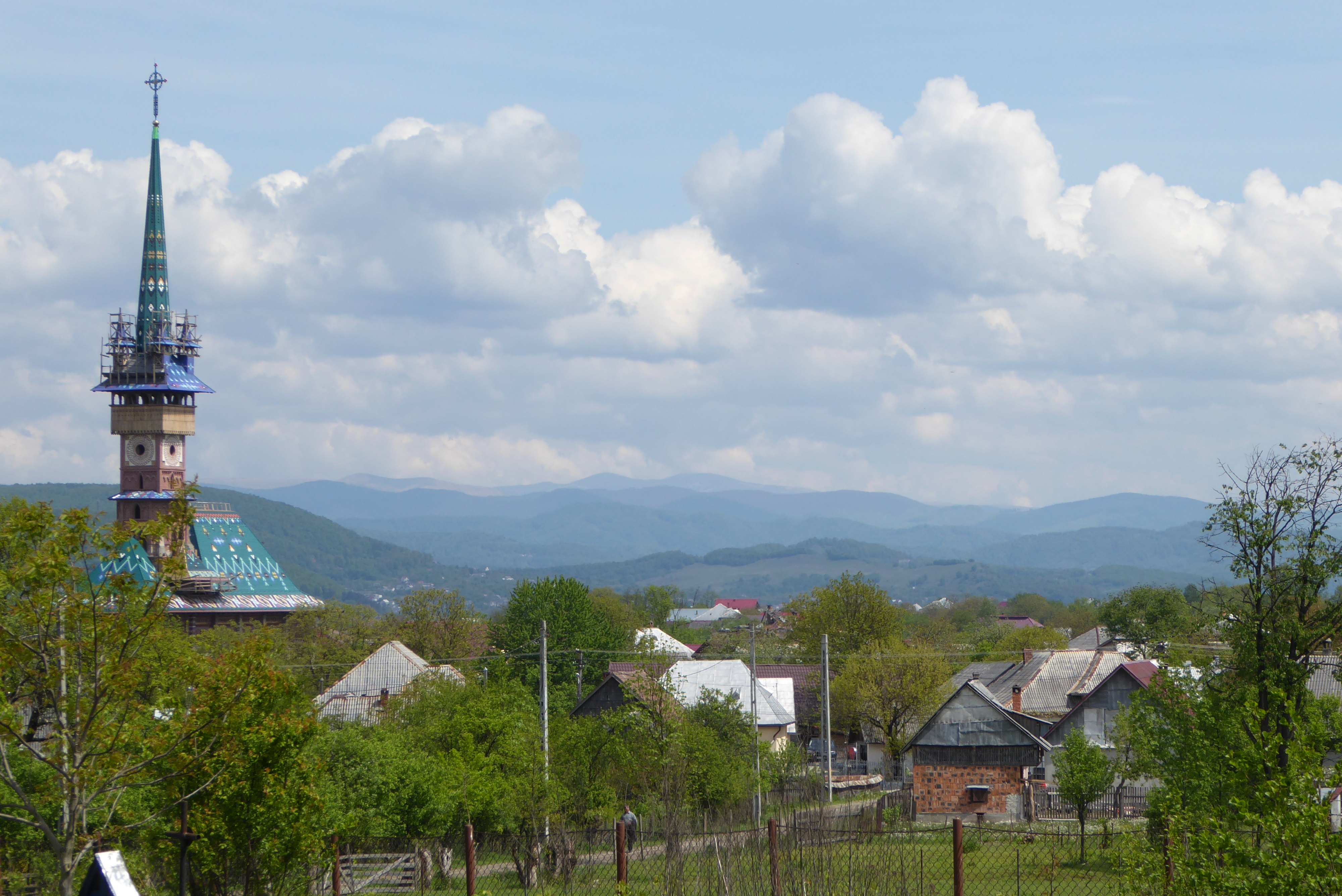
Satul
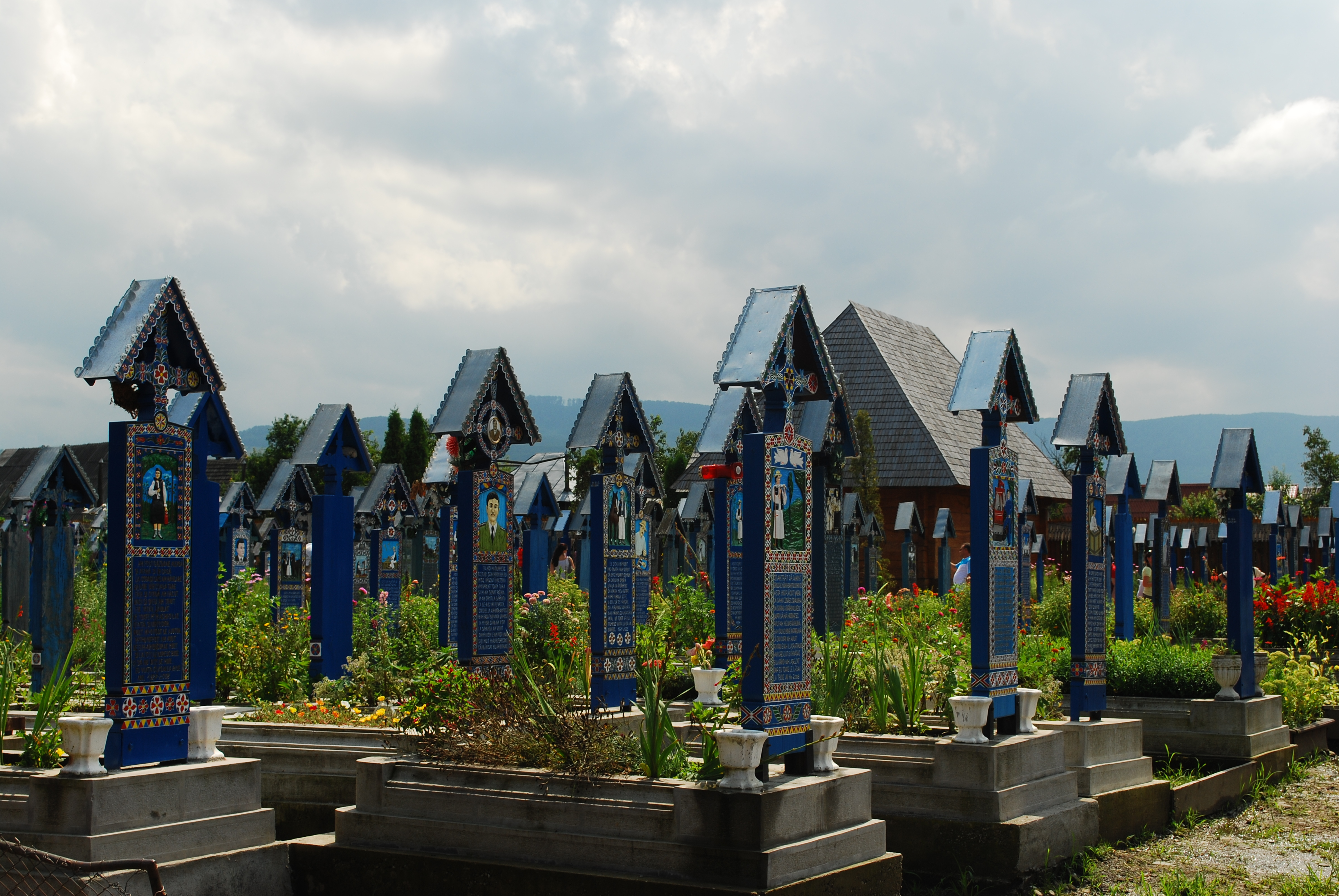
Biserica și Cimitirul Vesel din Săpânța
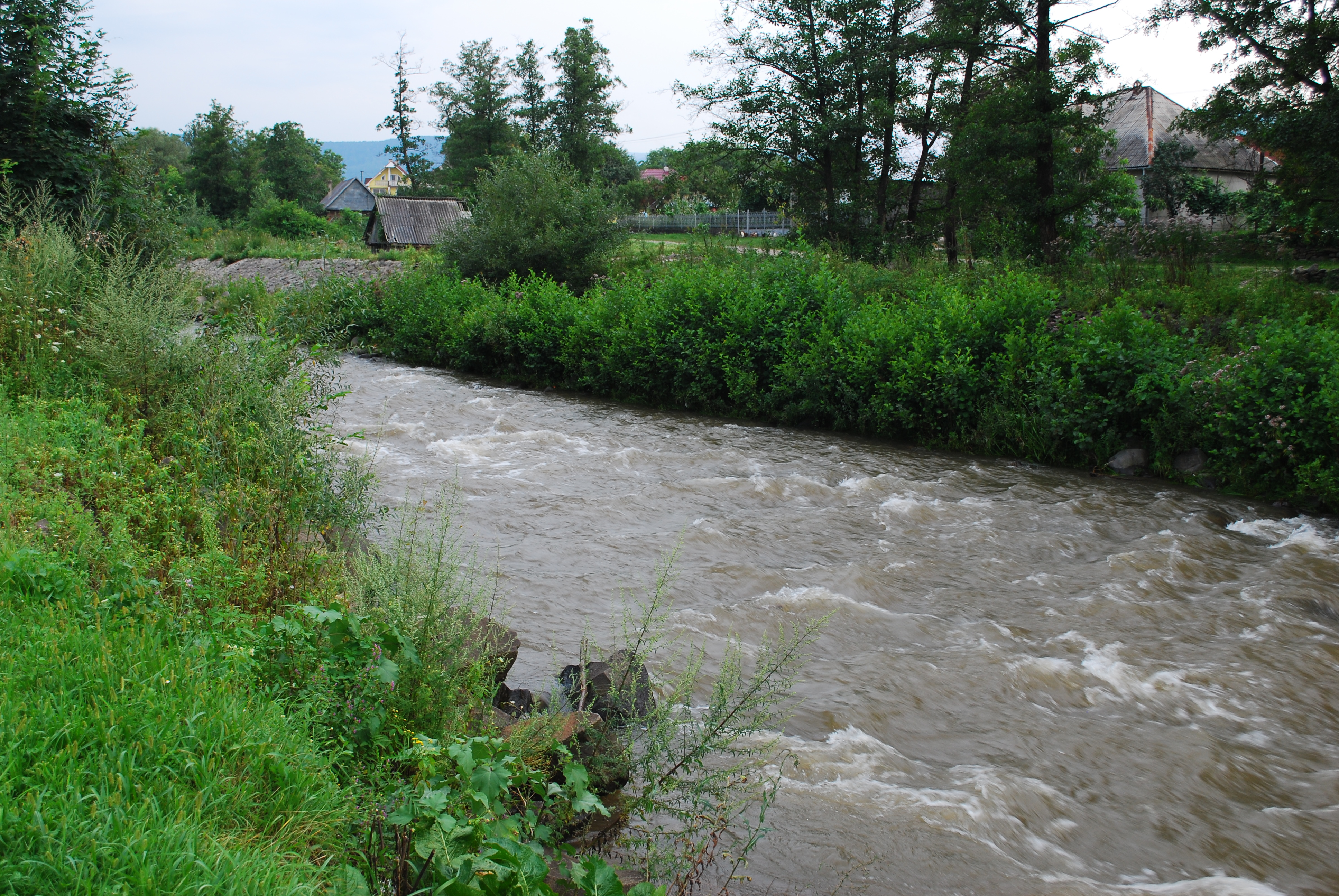
Râul Săpânța
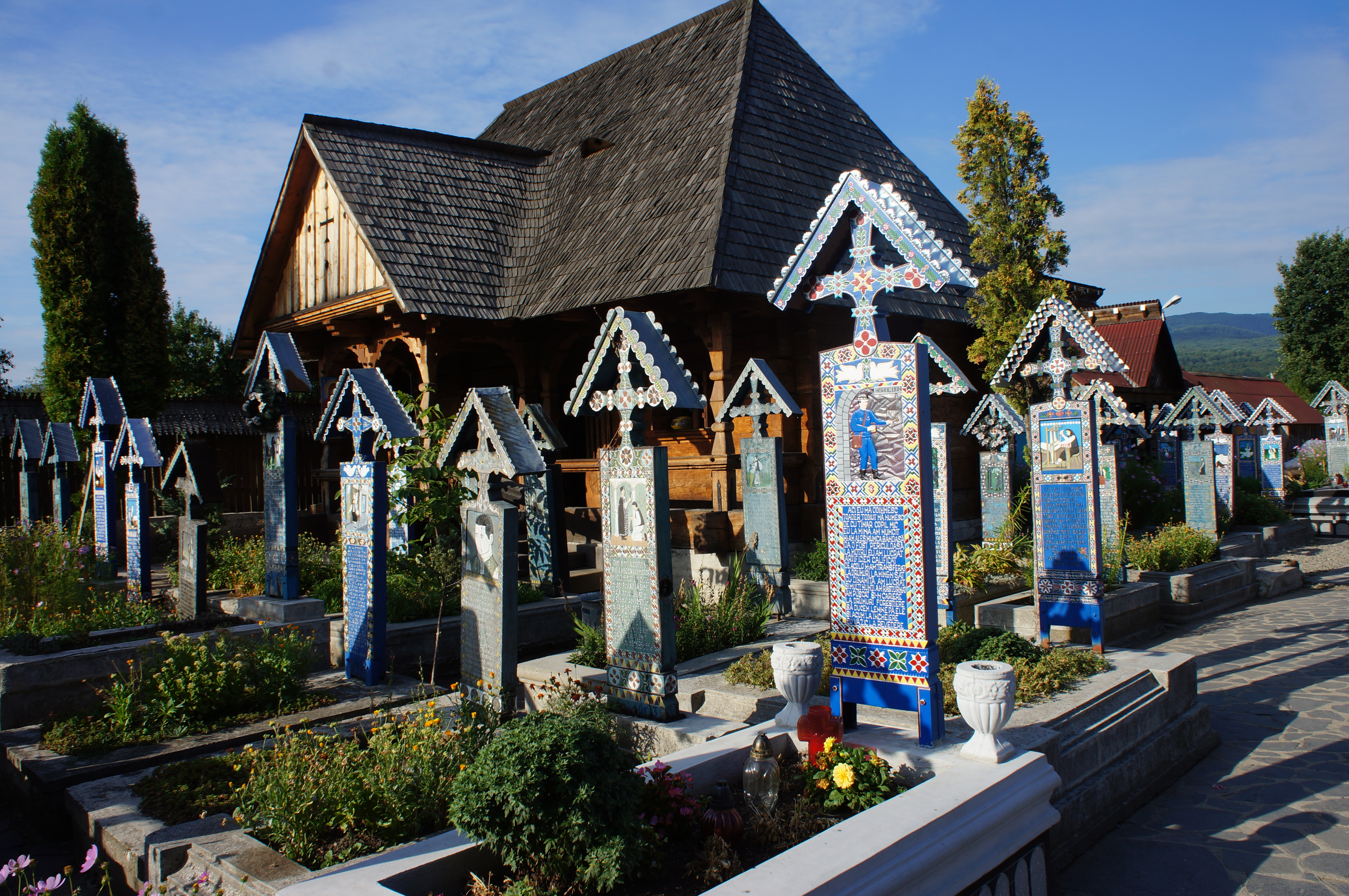
Magazin obiecte religioase in cimitir Sapanta
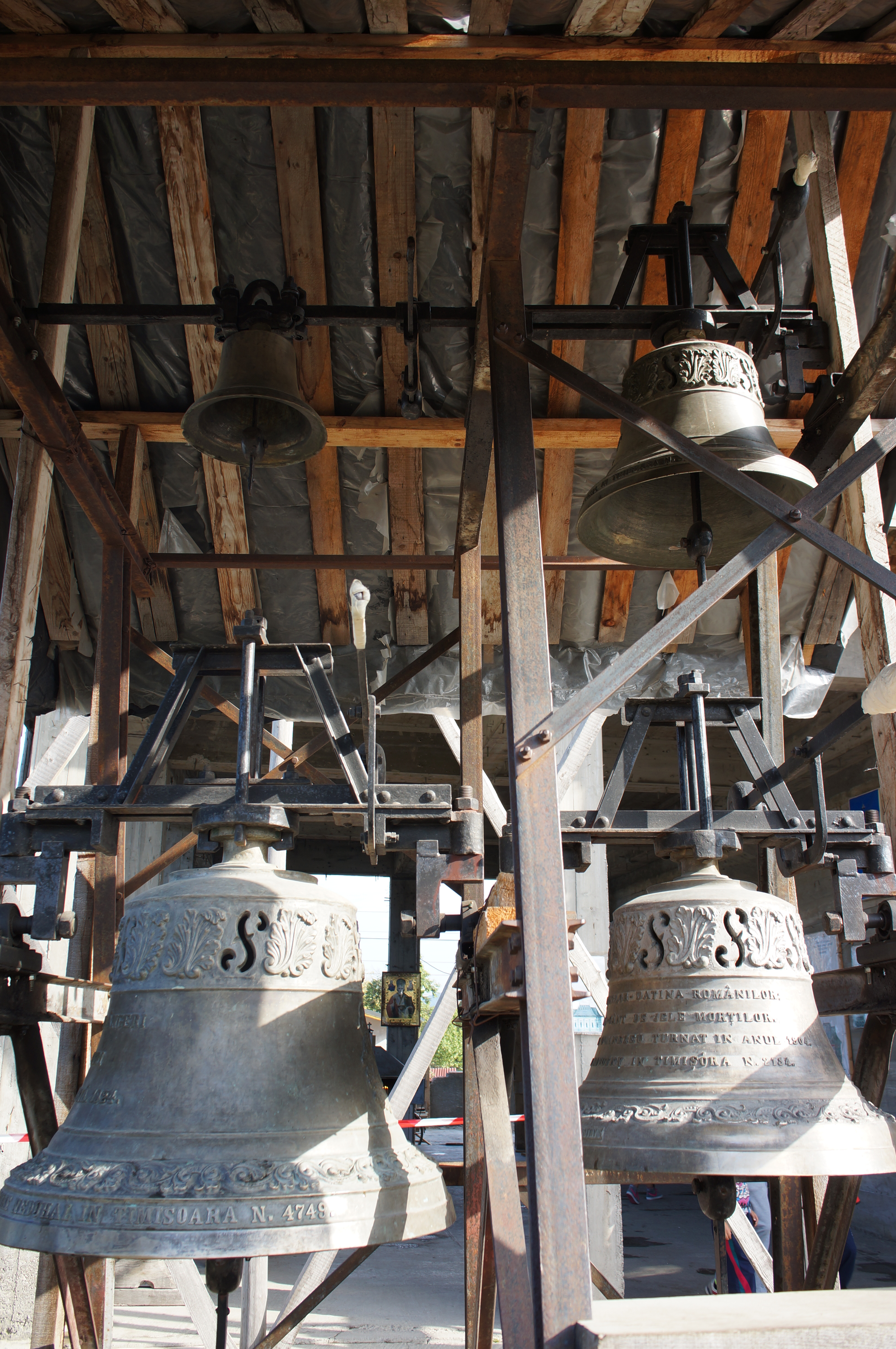
Clopote functionale in cimitirul vesel din Sapanta, Maramures.
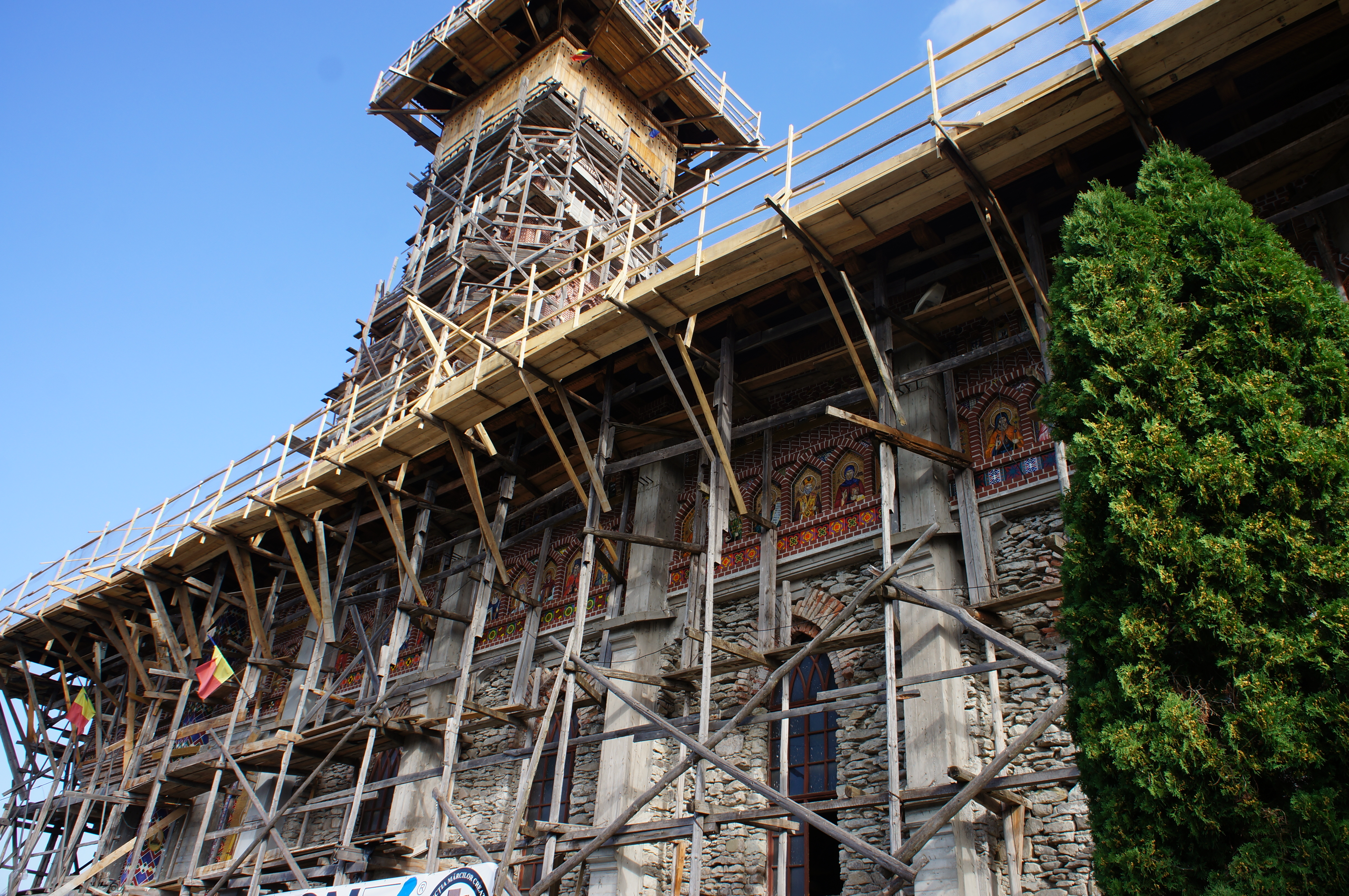
Biserica in renovare din cimitirul Sapanta
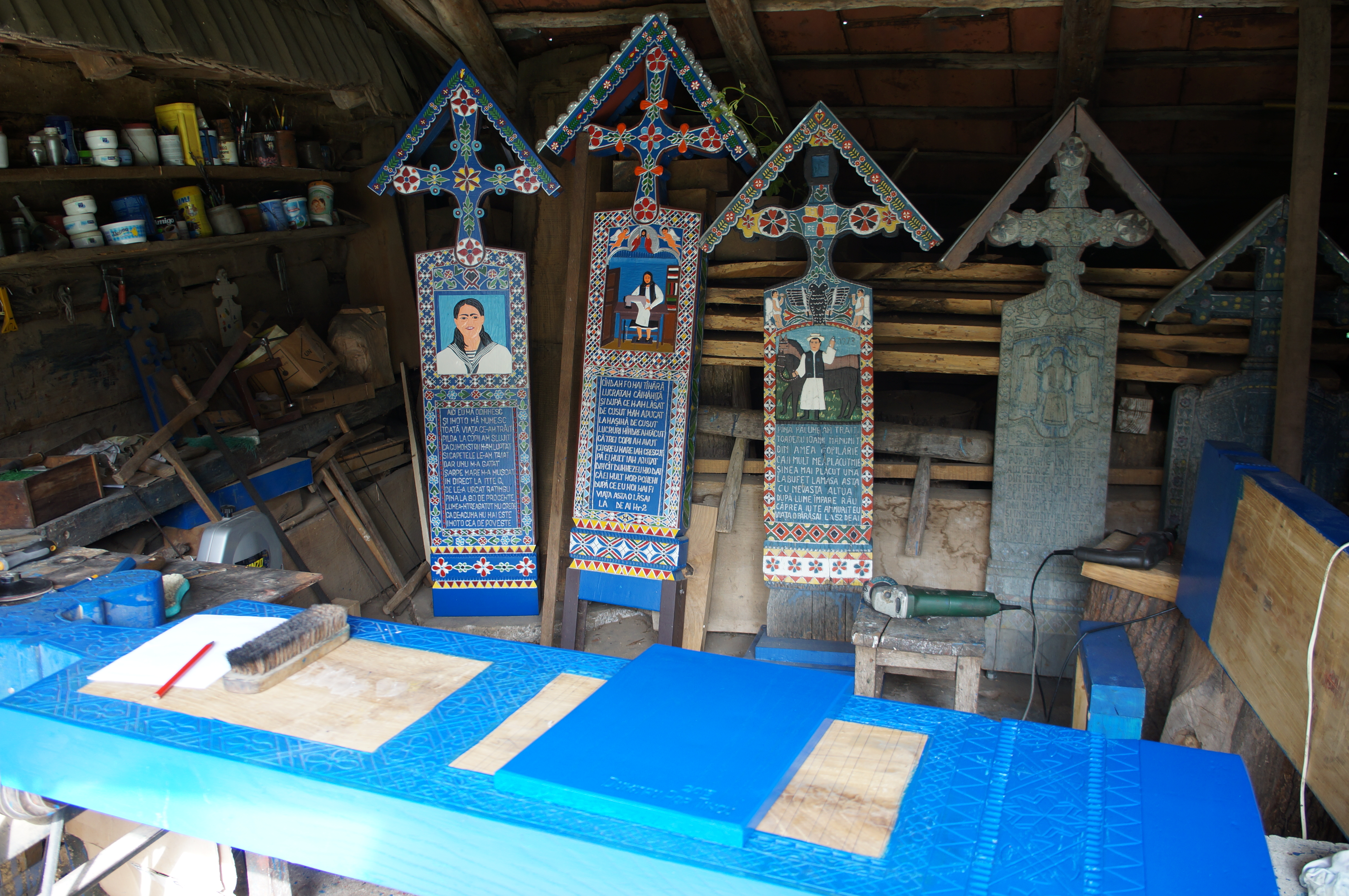
In incinta curtii casei unde a locuit creatorul cimitirului vesel se afla si atelierul unde acesta producea crucile.
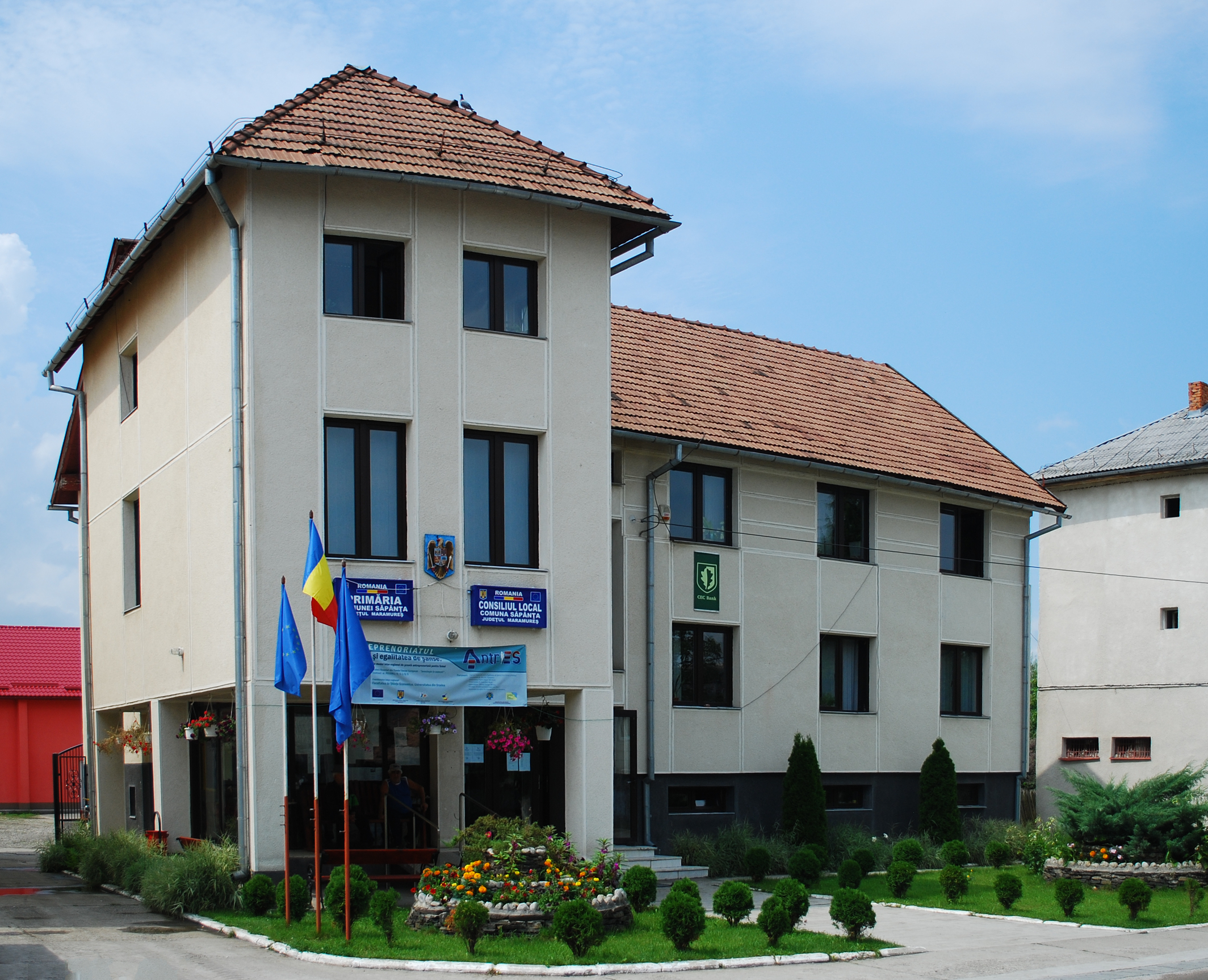
Primăria comunei Săpânța